# Forendówki (Ochotnica Górna)
Forendówki – przysiółek wsi Ochotnica Górna w Polsce położony w województwie małopolskim, w powiecie nowotarskim, w gminie Ochotnica Dolna.
Położony w dolinie Potoku Forędówki. Wzdłuż potoku prowadzi wąska asfaltowa droga. Powyżej miejsca, w którym się ona kończy zaczyna się ścieżka edukacyjna wiodąca przez Kurnytową Polanę na Magurki z wieżą widokową. Na Kurnytowej Polanie znajduje się najstarszy w Ochotnicy obiekt mieszkalnego budownictwa drewnianego – Kurnytowa Koliba.
W latach 1975–1998 miejscowość administracyjnie należała do województwa nowosądeckiego.